# Rosoboronexport
Das FGUP Rosoboronexport, mit vollem Namen Föderales staatliches Monopolunternehmen Rosoboroneksport (russisch: Федеральное государственное унитарное предприятие Рособоронэкспорт Kurzform ФГУП Рособоронэкспорт) ist der staatliche Monopol-Exporteur Russlands für Rüstungsgüter.

## Geschäftsfelder

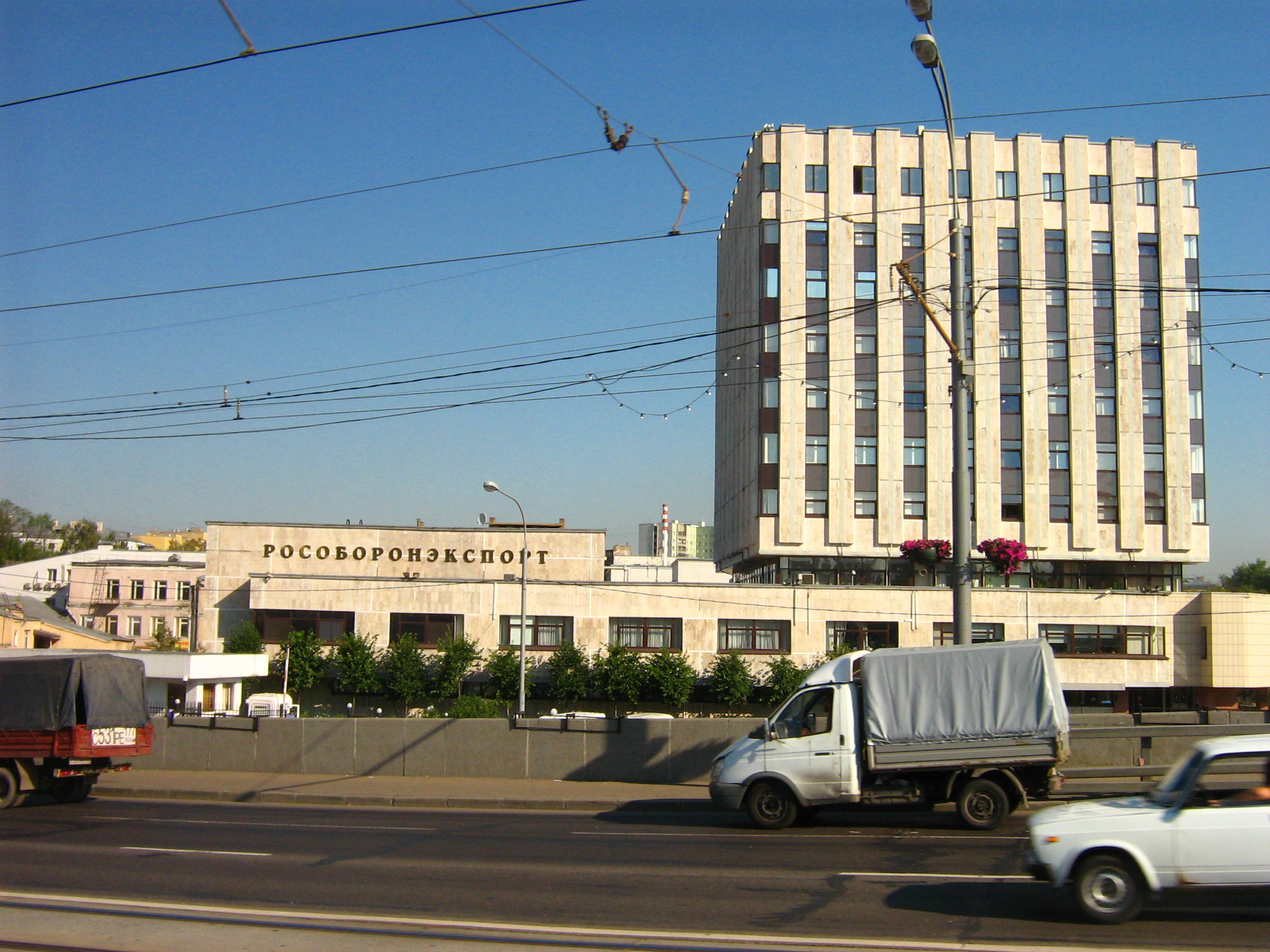
Die Zentrale der Rosoboronexport in Moskau

Das Unternehmen wickelt über 90 Prozent der russischen Waffenverkäufe ab. Es hat Niederlassungen in 44 Ländern und 26 Regionen in Russland. Seine Aufgaben sind Import und Export von Militärgerät und strategischen Rohstoffen, Logistik und Unterhalt, Lieferung von Ersatzteilen Werkzeugen und Treibstoffen, technische Unterstützung beim Aufbau einer militärischen Infrastruktur, Unterstützung beim Aufbau von Waffenfabriken, Flughäfen und Ausbildungsstätten, Unterstützung bei der Lizenzproduktion von Waffen, Modernisierung bereits gelieferter Waffensysteme und Ausbildung des Personals. In jüngster Zeit nutzt die russische Regierung das Unternehmen, um über Beteiligungen die Verstaatlichung der Automobilindustrie voranzutreiben.
Das Unternehmen ist an dem Hubschrauberhersteller Oboronprom beteiligt.

## Geschichte
Rosoboronexport ist der Rechtsnachfolger der staatlichen Waffenexporteure der ehemaligen UdSSR und Russlands. Am 8. Mai 1953 wurde eine Agentur für Waffenhandel innerhalb des Ministeriums für Handel und Außenhandel gegründet. Nach dem Zerfall der Sowjetunion exportierten in den 1990er Jahren zwei Firmen Waffen: Roswooruschenije und Promexport. Durch ein Dekret des russischen Präsidenten Wladimir Wladimirowitsch Putin vom 4. November 2000 wurde Rosoboronexport als einzige Firma für den Im- und Export in diesem Bereich bestimmt.
Am 4. August 2006 verhängte die Regierung von US-Präsident George W. Bush ein Embargo gegen Rosoboronexport, wegen Verkaufs von Materialien zum Bau von Massenvernichtungswaffen an den Iran. Rosoboronexport durfte zwei Jahre lang keine Geschäfte mit der US-Regierung machen. Ein Sprecher der Firma erklärte, das Embargo sei eine Vergeltungsmaßnahme für Russlands Entscheidung, Waffen und Kriegstechnik im Wert von drei Milliarden US-Dollar nach Venezuela zu liefern.
Zudem meinte er auch, dass es den US-amerikanischen Konzernen auch einen erheblichen Schaden zufüge und man dies nicht als „Embargo“ deuten könne, weil die USA keinerlei Einfluss auf russische Firmen haben. Der Exporteur lieferte bis 2017 insgesamt Waffen im Wert von 10 Milliarden Dollar nach Lateinamerika.
Der Status des vom Außenministerium der Vereinigten Staaten verhängten Embargos war nach der Beschaffung von 22 Mi-17CT Transport- und Kampfhubschraubern durch das US-Verteidigungsministerium unklar. Beauftragt mit der Beschaffung und Lieferung der Maschinen wurde das Unternehmen ARINC. Dieses kaufte zumindest einen Teil der Hubschrauber im UUAZ (Ulan-Ude-Flugzeugwerk). Der Mehrheitseigentümer des UUAZ, die Oboronprom-Holding, gehört wiederum zu über 30 % Rosoboronexport. Die Mi-17 waren für die irakischen Streitkräfte bestimmt.

## Internationale Sanktionen
Im März 2022 wurde Rosoboronexport von der Europäischen Union sanktioniert.

## Vertriebene Waffensysteme
Fahrzeuge
- T-90 – Kampfpanzer
- T-80 – Kampfpanzer
- T-62 und T-55 Kampfpanzer
- BMPT – Begleitpanzer
- BMD – Luftlandepanzer
- BMP-3 – Schützenpanzer
- BMP-2 – Schützenpanzer
- BMP-1 – Schützenpanzer
- BTR-90 – Transportpanzer
- BTR-80 – Transportpanzer
- BTR-60 – Transportpanzer
- MT-LB – Truppentransporter
- MT-LBu – Truppentransporter/Chemische Spürpanzer

Flugzeuge
- Suchoi Su-35 – Kampfflugzeug
- Tupolew Tu-22M – Bomber
- Jakowlew Jak-130 – Trainer/leichtes Kampfflugzeug
- Berijew A-50 AWACS – Frühwarnflugzeug
- Berijew Be-200 – amphibisches Transportflugzeug
- Iljuschin Il-76 – Transportflugzeug
- Kamow Ka-50 – Kampfhubschrauber
- Mil Mi-28 – Kampfhubschrauber
- Mil Mi-24 – Kampfhubschrauber
- Mil Mi-8 – Transporthubschrauber
- Kamow Ka-31 – Aufklärungshubschrauber
- Kamow Ka-226 – Mehrzweckhubschrauber
- Kamow Ka-60 – Mehrzweckhubschrauber
- Kasan Ansat – Hubschrauber

 Kleinwaffen 
- AN-94 – Sturmgewehr
- AEK-971 – Sturmgewehr
- PP-2000 – Maschinenpistole
- RPO – 95-mm-Raketenwerfer
- RPG-7 – Panzerbüchse
- PKP – Maschinengewehr
- AGS-17 Plamja – 30-mm-Granatwerfer
- AGS-30 – 30-mm-Granatwerfer